# Rocs de la Torre de Senyús
Els Rocs de la Torre de Senyús, és una formació muntanyosa del terme de Conca de Dalt, dins de l'antic municipi d'Hortoneda de la Conca, al Pallars Jussà, en l'àmbit de l'antic poble de Perauba.
Estan situats al sector nord-oriental del terme, a la dreta de la llau de Perauba i al sud-est del Forcat de les Llaus, sota la Solana de la Torre de Senyús, a l'extrem nord-occidental de la Rebolleda. Al seu nord-oest, a la dreta del torrent de Perauba, es troben els Rocs de la Torre, amb els quals sovint es confonen, atesa la similitud de noms.